# 대전교통
대전교통(大田交通)은 대전광역시의 시내버스 운송 업체로 본사는 대전광역시 중구 계룡로 742(舊 오류동 192-6)에 있다.

## 역사
- 1956년: 서울특별시에서 남북운수공업 설립
- 1962년: 대전시내버스 면허를 취득하고 대전교통으로 상호 변경
- 1969년: 동진여객자동차(현 대전버스) 분리 독립
- 1979년: 금남교통, 충진교통, 대흥교통(선진교통, 현 동인여객), 대원교통(서진운수, 현재는 산호교통에 흡수 합병) 등이 분리 독립
- 1987년: 대전시 좌석버스 운행 참여
- 2002년: 대전버스, 금남교통 경영권을 인수
- 2004년: 계열사 신진자동차운전전문학원 폐업, 금남교통 매각
- 2017년: 선진여객, 충진교통 인수 후 대전운수와 대전승합으로 사명 변경
- 2018년: 동인여객 인수
- 2019년: 동인여객, 대전승합 매각

## 운행 노선
- ● 66번: 비래동 ~ 판암역
- ● 201번: 원내동공영차고지 ~ 비래검문소
- ● 203번: 원내동공영차고지 ~ 대전광역시청(도솔터널, 도안동, 관저4지구 경유)
- ● 213번: 원내동공영차고지 ~ 대한통운
- ● 608번: 서남부터미널 ~ 은어송마을3단지
- ● 614번: CJ대한통운 ~ 용두네거리
- ● 703번: 신탄진 ~ 정림동(대전운수, 산호교통과 공동운행)

## 보유 차량

#### 자일대우버스
- 자일대우 BS090 뉴 로얄미디
- 자일대우 BS106 뉴 로얄시티
- 자일대우 BS110 뉴 로얄논스텝

#### 현대 버스
- 현대 그린시티
- 현대 뉴 슈퍼 에어로시티
- 현대 저상 뉴 슈퍼 에어로시티

## 갤러리

대전시내버스 605번
대전시내버스 첨단1번